# Currywurst

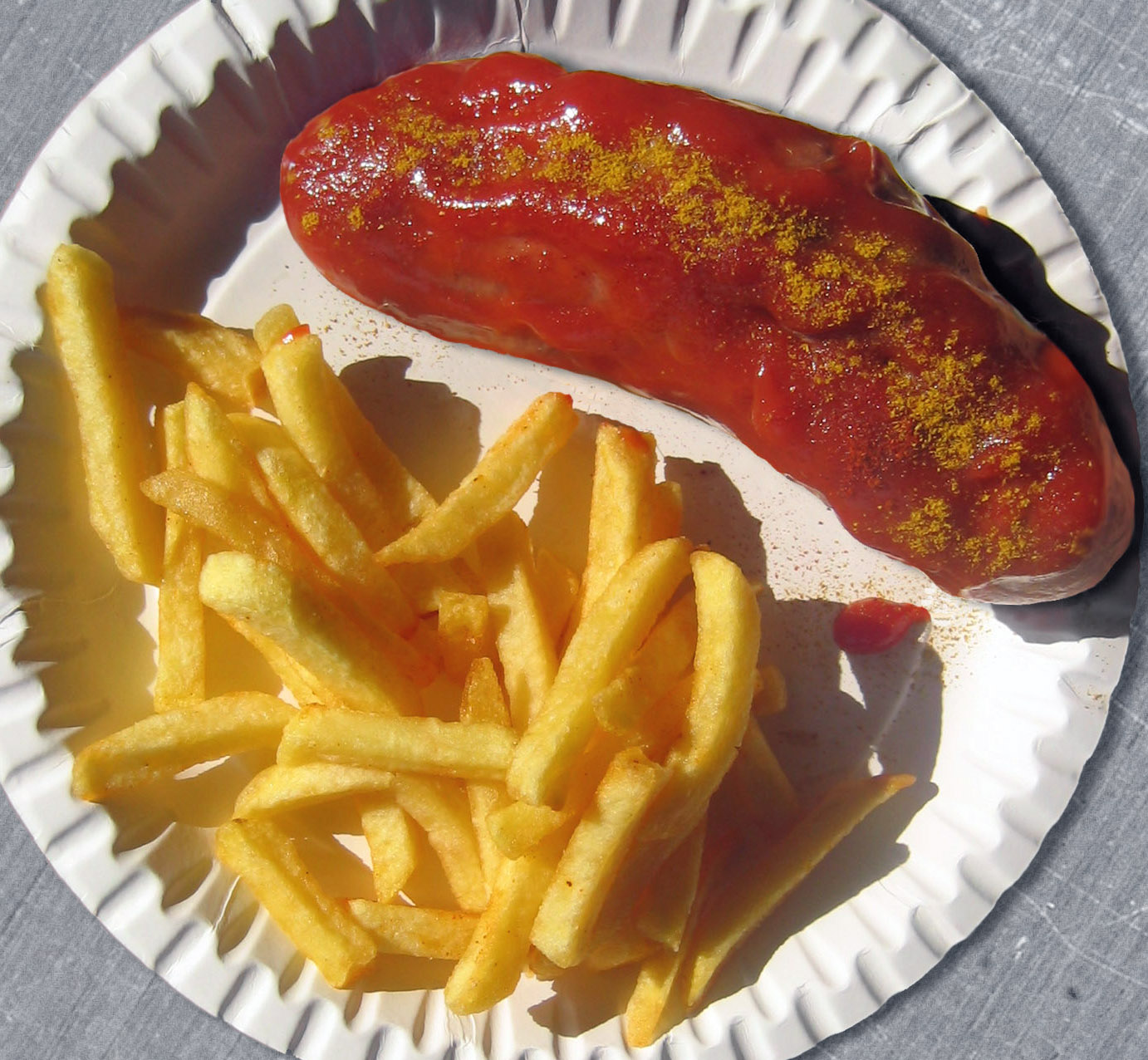
Currywurst s hranolky

Currywurst je specialita rychlého občerstvení, typická pro Německo a zejména pro Berlín. Tvoří ji klobása opečená na grilu, politá kečupem a posypaná kari kořením. Přílohou je pečivo nebo hranolky. Klobása se konzumuje buď vcelku, nebo se nakrájí na kousky, které se smíchají s omáčkou a podávají se ve vaničce z voskovaného papíru s plastovou nebo dřevěnou vidličkou (Pommesgabel).
První currywurst údajně připravila Herta Heuwerová (1913–1999) dne 4. září 1949 ve svém stánku s občerstvením v západoberlínské čtvrti Charlottenburg. V roce 2003 byla na tomto místě odhalena pamětní deska. Currywurst se úspěšně rozšířil po celém Německu jako rychlé a levné jídlo, které je k dostání v pouličních stáncích, lidových bistrech či na fotbalových stadionech. Návštěvníci Berlína vyhledávají hlavně vyhlášený podnik Konnopke's Imbiß na Eberswalder Strasse. Tento podnik proslavila ve své písni skupina Silly z bývalé NDR na svém albu Mont Klamott (1983) s písní Heiße Würstchen. Odhaduje se, že Němci snědí ročně osm set milionů kusů této uzeniny. Například firma Volkswagen provozuje vlastní řeznictví, které připraví jako svačinu pro její zaměstnance 4,8 milionu currywurstů ročně.
Currywurst označuje za své oblíbené jídlo bývalý kancléř Gerhard Schröder. V roce 2009 bylo v Berlíně otevřeno muzeum currywurstů. Currywurst opěvuje ve stejnojmenné písni zpěvák Herbert Grönemeyer a spisovatel Uwe Timm ve svém románu Die Entdeckung der Currywurst (1993) uvádí provokativní teorii, že toto jídlo ve skutečnosti nepochází z Berlína, ale z Hamburku. Knihu v roce 2008 zfilmovala Ulla Wagnerová. V roce 2011 vydala německá pošta známku s vyobrazením této pochoutky.